# يا شهيد
يا شهيد الوطن هي أنشودة وطنية من بين الأناشيد الوطنية الجزائرية

## القصيدة
هذه الأنشودة الوطنية ألفها إبراهيم طوقان ومحمود أبو الوفا ولحنها الأمين بشيشي.
وتُعتبر هذه الأنشودة من أشهر النصوص الثورية التي خلدت ثورة تحرير الجزائر.
وتتكون قصيدتها من ستة عشر بيتا شعريا مقروضا وفق عروض بحر الكامل.
وقد تم الأداء الفني لهذه الأبيات من طرف الفرقة الفنية لجبهة التحرير الوطني قبل استقلال الجزائر.
وأداها جماعيا كل من فناني أوركسترا الإذاعة الجزائرية، وأوركسترا التلفزيون الجزائري، وكذلك أوركسترا أوبرا الجزائر.

## نص النشيد
ــــــــــــــــــــــــــــــــــــــــــــــــــــــــــــــــــــــــــــــ
يـَـا شَـهـِـيــدَ الْـوَطـَــنْ، يــَـا مـِـثــَـالَ الْـوَفــَـاء
يَا شَهِيدْ، يَا شَهِيدْ
أَنْـتَ أَغــْـلَـى فَــتـــًــى يَسْـتَـحـِــقُّ الثـَّـنـــَــاء
يَا شَهِيدْ، يَا شَهِيدْ، يَا شَهِيدَ الْوَطَنْ
ــــــــــــــــــــــــــــــــــــــــــــــــــــــــــــــــــــــــــــــ
أَنـْـتَ فـِــي الْخــُـلـــْــدِ أَعــَــزُّ الْخــَـالِـدِيـــــنْ
ســِــرْتَ لِلتــَّـارِيـــــخِ مـَــرْفــُـوعَ الْجَـبـِـيــنْ
وَافـــِــرَ الْحـَـظـَّـيــْــنِ مـِـنْ دُنـْـيــَـا وَدِيــــنْ
ذِكــْــرُكَ الْغـــَـــالــِــي عـَـلـَى مـَــرِّ السِّـنـِيـنْ
ســَـوْفَ يَبـْـقَى عَاطِرًا طــُـولَ الــــــزَّمـــَـــنْ
ــــــــــــــــــــــــــــــــــــــــــــــــــــــــــــــــــــــــــــــ
يـَـا شَـهـِـيــدَ الْـوَطـَــنْ، يــَـا مـِـثــَـالَ الْـوَفــَـاء
يَا شَهِيدْ، يَا شَهِيدْ
أَنْـتَ أَغــْـلَـى فَــتـــًــى يَسْـتَـحـِــقُّ الثـَّـنـــَــاء
يَا شَهِيدْ، يَا شَهِيدْ، يَا شَهِيدَ الْوَطَنْ
ــــــــــــــــــــــــــــــــــــــــــــــــــــــــــــــــــــــــــــــ
أَنـْـتَ بِالــــــــــــرُّوحِ افـْـتـَدَيــْــتَ الـْـوَطــَـنَا
بـِعْـتــَــهُ الـــــــــرُّوحَ فـَـهــــَـــاكَ الثــَّـمــَـنَا
خـــُـــذْهُ تـَـمـْـجـِـيـــدًا وَذِكــــْــــرًا حــَـســَــنًا
يـَــمــْـلأُ الـدُّنـْـيــــَــــا ســَـنـــَــاءً وَسـَـنــَــا
جــَـــنــَّــةَ الأَبــْـطــَـالِ فِي الـذِّكــْــرِ الْحــَـسَـنْ
ــــــــــــــــــــــــــــــــــــــــــــــــــــــــــــــــــــــــــــــ
يـَـا شَـهـِـيــدَ الْـوَطـَــنْ، يــَـا مـِـثــَـالَ الْـوَفــَـاء
يَا شَهِيدْ، يَا شَهِيدْ
أَنْـتَ أَغــْـلَـى فَــتـــًــى يَسْـتَـحـِــقُّ الثـَّـنـــَــاء
يَا شَهِيدْ، يَا شَهِيدْ، يَا شَهِيدَ الْوَطَنْ
ــــــــــــــــــــــــــــــــــــــــــــــــــــــــــــــــــــــــــــــ
فِي سـَـبـِـيــلِ الدِّفــَـاعْ، الدِّفـــَــاعْ عـَنْ بِلاَدِكْ
مُـتَّ مــَـــوْتَ الشُّجَاعْ، الشُّجَاعْ فِي جـِهــَـادِكْ
هَكـَـذَا مـَـاتَ الرِّجــَـالْ، تَحْتَ رَايـَـاتِ الْجِهـَـادْ
نِلْتَ أَسـْمَى مـَا يـُنــَـالْ، مُـتَّ فـِي حـُبِّ الْبـِـلاَدْ
ــــــــــــــــــــــــــــــــــــــــــــــــــــــــــــــــــــــــــــــ
يـَـا شَـهـِـيــدَ الْـوَطـَــنْ، يــَـا مـِـثــَـالَ الْـوَفــَـاء
يَا شَهِيدْ، يَا شَهِيدْ
أَنْـتَ أَغــْـلَـى فَــتـــًــى يَسْـتَـحـِــقُّ الثـَّـنـــَــاء
يَا شَهِيدْ، يَا شَهِيدْ، يَا شَهِيدَ الْوَطَنْ
ــــــــــــــــــــــــــــــــــــــــــــــــــــــــــــــــــــــــــــــ

## وصلات خارجية

### فيديوهات
- أنشودة: يا شهيد الوطن، يا مثال الوفاء على يوتيوب
- أنشودة: يا شهيد الوطن، يا مثال الوفاء على يوتيوب (نسخة رئيسة جديدة)